# Joseph Myers

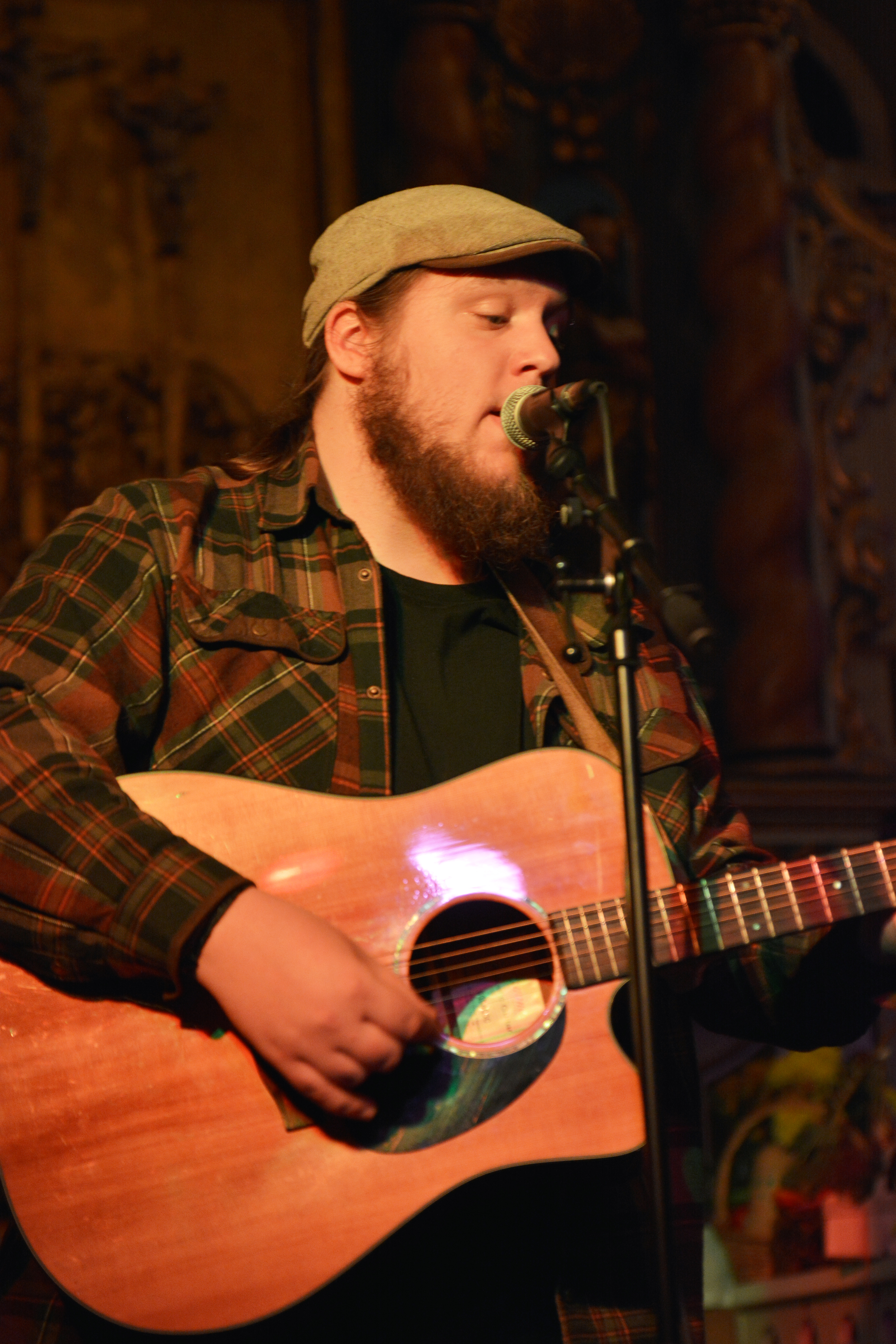
Joseph Myers beim SoFiE Festival 2015

Joseph Myers ist ein deutscher Singer-Songwriter aus Osnabrück mit englischsprachiger Lyrik. Seine Musik ist von melancholischen Texten und seiner kratzigen, tiefen Stimme geprägt. Er spielt jährlich mehr als 100 Konzerte in deutschen Cafés, Bars und Clubs.

## Geschichte
Myers begann seine Musiker-Karriere in diversen Metalbands als Gitarrist und Sänger. Mit 20 Jahren gründete er die Akustikband Ain’t No Before und konzentrierte sich seitdem allein auf akustische Musik. Mit der Band veröffentlichte er im August 2011 das Debütalbum Sparks über das deutsche Indie-Label Timezone. Nach Beendigung seiner Ausbildung zum Heilerziehungspflegehelfer beschloss er 2012, seine Musik zum Beruf zu machen und veröffentlichte sein erstes Soloalbum An Impulse From Within. Im Juli 2012 war er in der Fernsehsendung Yourope zu sehen, wo er seinen Standpunkt äußerte, dass kostenlose Musik im Internet die Musikindustrie nachhaltig zerstören würde. Im Oktober 2014 war er zu Gast bei TV Noir.

## Diskografie
- 2011: Sparks (Album von Ain’t No Before)
- 2012: An Impulse From Within (Album)
- 2012: 40 Hamburger Küchensessions (Sampler; vertreten mit Would You Take Me There)
- 2012: Did Anyone Say (Single von Ain’t No Before)
- 2013: Aufgelegt.Songkultur (Sampler; vertreten mit Walking The Streets)
- 2013: Aufgelegt.Maiwoche (Sampler; vertreten mit Since I Met You)
- 2014: Puzzles And Places (Single)
- 2014: Puzzles And Places (Album)
- 2016: Lost In The Crowd (Single)
- 2016: Against The Sea (Album)

## Andere Projekte
Joseph Myers ist Inhaber der Agentur LTA Booking (Listen To Acoustic Booking), die Konzerte für Singer-Songwriter (u. a. Jürgen Ufer, Drebe, Twin., Ain’t No Before) organisiert und ihnen Konzerte in ganz Deutschland ermöglicht. Mit den OsnaSessions bietet er Liedermachern aus aller Welt die Möglichkeit, vor der Kamera bis zu drei Songs einzuspielen, um diese auf Videoportalen zu veröffentlichen.

## Kritiken
- Die Nordwest-Zeitung bezeichnete ihn als „Ausnahmemusiker mit der Ausdrucksstärke von Damien Rice“.[4]
- Albumcheck.de beschrieb Joseph Myers Songs als „herzzerreissend“, „tolle Musik“ mit „wunderschönen Klangteppichen und Melodien“.[5]
- whitetapes.de verriet, dass „Joseph Myers niemand sein sollte, den man allzu schnell wieder vergisst“.[6]